# Phacelia
Phacelia is de botanische naam van een geslacht van planten uit de ruwbladigenfamilie (Boraginaceae). Het geslacht werd vroeger wel ondergebracht in de bosliefjesfamilie (Hydrophyllaceae), maar de Angiosperm Phylogeny Group heeft alle planten uit die familie ingevoegd in de ruwbladigenfamilie (Boraginaceae).
Het geslacht omvat ongeveer 150 soorten kruidachtige planten, die merendeels van nature voorkomen in Noord-Amerika en Zuid-Amerika. Veel soorten worden als tuinplanten geteeld. In de Benelux komt alleen de phacelia (Phacelia tanacetifolia) verwilderd voor.
Huidcontact met Phacelia-soorten kan de huid onaangenaam prikkelen, zoals dit ook bij gifsumak kan gebeuren.
Phacelia is de Nederlandstalige naam voor de enige soort in het geslacht die in Nederland verwilderd is. Deze soort wordt echter ook wel aangeduid met de term Bijenvoer of Bijenvriend.
... · 
Alkanna · 
Amsinckia · 
Anchusa (Ossentong) · 
Asperugo · 
Borago · 
Brunnera · 
Cordia · 
Cynoglossum (Hondstong) · 
Echium · 
Heliotropium (Heliotroop) · 
Lappula · 
Lithospermum (Parelzaad) · 
Myosotidium · 
Myosotis (Vergeet-mij-nietje) · 
Nonea · 
Omphalodes · 
Pentaglottis · 
Phacelia · 
Pulmonaria (Longkruid) · 
Symphytum (Smeerwortel) · 
...